# Rijksbeschermd gezicht Ouderkerk aan de Amstel
Gezicht Ouderkerk aan de Amstel is een van rijkswege beschermd dorpsgezicht in Ouderkerk aan de Amstel in de Nederlandse provincie Noord-Holland. De procedure voor aanwijzing werd gestart op 13 november 1986. Het gebied werd op 26 oktober 1990 definitief aangewezen. Het beschermd gezicht beslaat een oppervlakte van 18,2 hectare.
Panden die binnen een beschermd gezicht vallen krijgen niet automatisch de status van beschermd monument. Wel zal de gemeente het bestemmingsplan aanpassen om nieuwe ontwikkelingen in het gebied te reguleren. De gezichtsbescherming richt zich op de stedenbouwkundige en cultuurhistorische waardering van een gebied en wil het toekomstig functioneren daarvan veiligstellen.